# 華京院レイ
華京院 レイ（かきょういん レイ）は日本の漫画家、トランスジェンダー。出生時の性別は女性だったが、女性であることや恋愛感情に違和感を感じ、現在は男性寄りXジェンダーかつ無性愛者を自認。アメリカの精子バンクを利用して妊娠、出産。性同一性障害として男性ホルモンを服用しキャバクラに従事した体験談を、漫画作品「女だけど女装してキャバ嬢してみた！」に記した。
2023年1月に漫画作品「精子バンクで出産しました！アセクシュアルな私、選択的シングルマザーになる」にて、精子バンクでの出産について詳しく記した。

## 来歴・人物
東京都に女性として生まれる。クラシックバレエやピアノを習わされたり女の子らしい服を着させられたりしていたが、ままごとをしない虫取りが好きな少女であったという。思春期になって自分が女性的でないことや恋愛感情がないことに違和感を感じるようになり、20歳の時に父親が倒れた際に改めて自分の性自認に疑問を持つようになる。男性寄りのXジェンダーであるという認識に至るとともに、無性愛（アセクシャル）であることも自覚する。
性同一性障害の認定を受け、男性ホルモンを接種するようになる。この頃キャバ嬢として働いており、男女の境目で見た世界を漫画化。2014年、竹書房の月刊誌『本当にあった愉快な話』の5月号に「女だけど女装してキャバ嬢してみた！」が掲載される。8月号、11月号にも掲載され、2015年には単行本が出版される。翌年には電子書籍も配信（「#女だけど女装してキャバ嬢してみた！」の節も参照）。
また、華京院は前述の父親の入院をきっかけに、子供を強く持ちたくなる。結婚やパートナーなしで子供を持つことを模索し、最終的にアメリカの精子バンクでドナーを探すようになる。子供が20歳になったときに誰か分かるようにするという条件のドナーを探し、試し始めて2か月目で妊娠。2016年秋に娘を出産した。2018年の新聞の取材では「日本では精子バンクを使いたい人の存在がないものとして無視されている」と問題提起している。2017年には幼少期に母から受けた経験についても寄稿している。
2018年5月現在で32歳。2019年には「選択的シングルマザー」を取り上げたAbemaTVの「AbemaPrime」に出演し、精子提供バンクや子育て、アセクシャルという性自認について語った。さらに2021年にはNHKの取材に応じ、精子提供について「好きでもない人と結婚して、男女のカップルの家庭を無理やり作るよりはいい選択肢だった」と述懐し、「いろんな生まれ方を認めてほしい。いろんな家族がいてもいいと思ってもらいたい」と語っている。

## 女だけど女装してキャバ嬢してみた！

### あらすじ
女であることに違和感を持つキャバ嬢の主人公。男性ホルモンを打つようになってホストもするようになるが、キャバ嬢も兼業。ホルモン投与で髭が濃くなったり、声や体臭、体格、筋力が変化し、同僚や客からツッコミを受けたり怪しまれたりする。男性ホルモンを接種したことによる、男性の集団に置かれた自分や女性の集団に置かれた自分についても語っている。
キャバ嬢特有の風習についても、無性愛で男性とも女性とも違う立場から見た感想も踏まえて紹介。コールやお酒、煙草、キャバ嬢の名刺や指名、同伴、面接、ボーイとのハンドサインなど、キャバクラに関するしきたりやエピソードも紹介。また、キャバクラの同僚やお客さんについて振り返る。
女性らしい同僚ハルちゃんの「女だけど女装しているかも」という悩みから、華京院自身の生い立ちやホルモン接種から逆に男らしさに悩んだことを振り返り、「誰かに押し付けられたあなたではなく、あなたがなりたいあなたになれば良い」という結論と助言に至る。

### 書誌情報
- 雑誌掲載 - 『本当にあった愉快な話』 竹書房、2014年5月号[9]、8月号[10]、11月号[11]。
- 単行本 - 『女だけど女装してキャバ嬢してみた！ ― ヒゲ女子のいる店 ―』 星雲社、みなみ出版〈るぽコミ〉、2016年1月、ISBN 978-4434214950。
- 電子書籍 - eBookJapan（2016年7月1日配信開始）[4]、BOOK☆WALKER、[24] Kindle（2016年8月12日配信開始）[25]、コミックシーモア[18]、Renta![5]

## 関連書籍
- Create Media 編『日本一醜い親への手紙 そんな親なら捨てちゃえば？』dZERO、2017年10月、ISBN 978-4907623241、NCID BB2458975X。
- 佐々木ののか 著『愛と家族を探して』亜紀書房、2020年6月、ISBN 978-4750516462。
- 筋野 茜, 尾原 佐和子, 井上 詞子 著『ルポ　婚難の時代～悩む親、母になりたい娘、夢見るシニア～』光文社、2021年3月、ISBN 978-4334045289。